# Luigi Carlo Farini
Luigi Carlo Farini, född 22 oktober 1812 i Russi, död 1 augusti 1866 i Quarto dei Mille nära Genua, var en italiensk politiker och historisk författare. Han var far till Domenico Farini.
Farini var till en början praktiserande läkare i Ravenna, förvisades 1843 såsom delaktig i de politiska oroligheterna inom Kyrkostaten 1841 och gick i landsflykt i Frankrike. Han fick 1846 tillstånd att återvända och blev 1847 understatssekreterare i romerska inrikesministeriet. När det republikanska partiet 1848 kom till makten i Rom, drog Farini sig tillbaka till Florens, hindrades av prästerskapet efter Roms intagande av fransmännen att återinträda i sitt ämbete och begav sig då till Turin. Där redigerade han den satiriska tidningen "La frusta" och utgav Storia dello stato romano dal anno 1814 al 1850 (1850), i vilken han häftigt angrep såväl den klerikala reaktionen som det radikala revolutionspartiet. Han var mer försiktig i sin som fortsättning på Carlo Bottas historia utgivna Storia d'Iialia dall anno 1814 al 1850 (två band, 1854–59). 
Åren 1851–52 var Farini under nio månader sardinsk undervisningsminister. Vid krigsutbrottet 1859 sändes han av Camillo di Cavour, vars politik han stödde, i beskickning till mellersta Italien, valdes till diktator i Modena, Parma och Romagna, vilka länder han förenade till landskapet Emilia, och blev i juli 1860, efter dess införlivande med Sardinien, inrikesminister. Farini lämnade denna befattning i oktober samma år, blev efter Urbano Rattazzis avgång i december 1862 ministerpresident och försökte verka i enlighet med Cavours politik, men tvingades, på grund av överansträngning, 1863 avgå, varvid kamrarna åt honom voterade en nationalbelöning av 200 000 francs och en livstidspension på 25 000 francs för hans förtjänster om skapandet av Italiens enhet och hans redlighet vid förvaltningen av Emilia. Ett monument över honom avtäcktes 1878 i Ravenna.

### Fotnoter
1. 1 2  Encyclopædia Britannica, Encyclopædia Britannica Online-ID: biography/Luigi-Carlo-Farinitopic/Britannica-Online, läst: 9 oktober 2017.[källa från Wikidata]
2. 1 2  SNAC, SNAC Ark-ID: w69410sp, läs online, läst: 9 oktober 2017.[källa från Wikidata]
3. 1 2  Brockhaus Enzyklopädie, Brockhaus Enzyklopädie-ID: farini-luigi-carlo.[källa från Wikidata]
4. ↑  Gemeinsame Normdatei, läst: 23 juni 2015.[källa från Wikidata]
5. ↑  Charles Dudley Warner (red.), Library of the World's Best Literature, 1897, läs online.[källa från Wikidata]
6. 1 2 3 4 5  storia.camera.it, storia.camera.it-ID: luigi-carlo-farini-18121022, läst: 8 maj 2019.[källa från Wikidata]